# Швабгаузен
Швабгаузен (нім. Schwabhausen) — громада в Німеччині, розташована в землі Баварія. Підпорядковується адміністративному округу Верхня Баварія. Входить до складу району Дахау.
Площа — 30,23 км2. Населення становить 6509 ос. (станом на 31 грудня 2020).